# Далиборка Киш Јузбаша
Далиборка Киш Јузбаша (Кнежево, у Републици Хрватској 21. март 1973) српска је књижевница.

## Биографија
Далиборка Киш Јузбаша, је рођена у Хрватској, али од 1996. године живи у Бањалуци. Писала је неколико дела. Она је требала 2010. године да добије награду за рукопис поезије „Азилант у црвеним папучама“, али је из пртеста због лошег односа Министарства за просвјету и културу РС према књижевницима одбила да прими награду. Живи и пише у Бањалуци.
У Бањалуци почиње да објављује приче и почиње да сарађује са разним издавачима новина и часописа.
Прва књига јој је љубавни роман, трилер, Мртвом жена, издала ју је издавачка кућа “Ослобођење" из Бањалуке, 2003. год.

## Ауторска дела
До сада је објавила:
- Мртвом жена, роман ( „Ослобођење“, Бања Лука, 2003)
- Лични став, књига песама ( „Васо Пелагић“, Бања Лука, 2004)
- Чувај гузу и не мисли на смрт, антиратни роман ( „Манифесто“, Подгорица, 2006)